# (3700) Geowilliams
(3700) Geowilliams es un asteroide perteneciente al cinturón de asteroides, descubierto el 23 de octubre de 1984 por Carolyn Shoemaker y por su esposo que también era astrónomo Eugene Shoemaker desde el Observatorio del Monte Palomar, Estados Unidos.

## Designación y nombre
Designado provisionalmente como 1984 UL2. Fue nombrado Geowilliams en honor al geólogo australiano George E. Williams.